# ثوم أسدي
ثوم أسدي (الاسم العلمي: Allium assadii) هو نوع من النباتات يتبع جنس الثوم من الفصيلة النرجسية. سمي هذا النوع نسبةً إلى عالم النبات الإيراني مصطفى الأسدي.